# Элвис ’56
«Э́лвис 56» (англ. Elvis '56) — документальный фильм о первых годах карьеры американского певца Элвиса Пресли, который вступил в музыкальное творчество начиная с 1956 года.
Документальный фильм, вышедший в 1998 году, рассказывает о творчестве американского певца. Используются редкие концертные номера, выступления на телевидении. Записи в студии «Sun Records», отношения с уже известными к тому времени музыкантами. Этот фильм состоит из фотографий и наложенных на них песен Элвиса, а также редких концертных съёмок 1956 года, выступления на телешоу того времени.

## Музыкальные дорожки
1. Introduction — An American Trilogy — Baby What You Want Me To Do — Blue Suede Shoes — Good Rockin` Tonight — Heartbreak Hotel
2. Shake Rattle And Roll — Hot Diggity Dog Diggity
3. Baby, Let`s Play House — Baby What You Want Me To Do — Tutti Frutti — My Baby Left Me
4. Blue Moon
5. Hound Dog
6. He`s Only A Prayer Away — Lawdy Miss Clawdy
7. Don`t Be Cruel — Trying To Get To Know You — Anyway You Want Me
8. Ready Teddy — Love Me Tender
9. There`ll Be Peace In The Valley For Me — Love Me